# Mumini

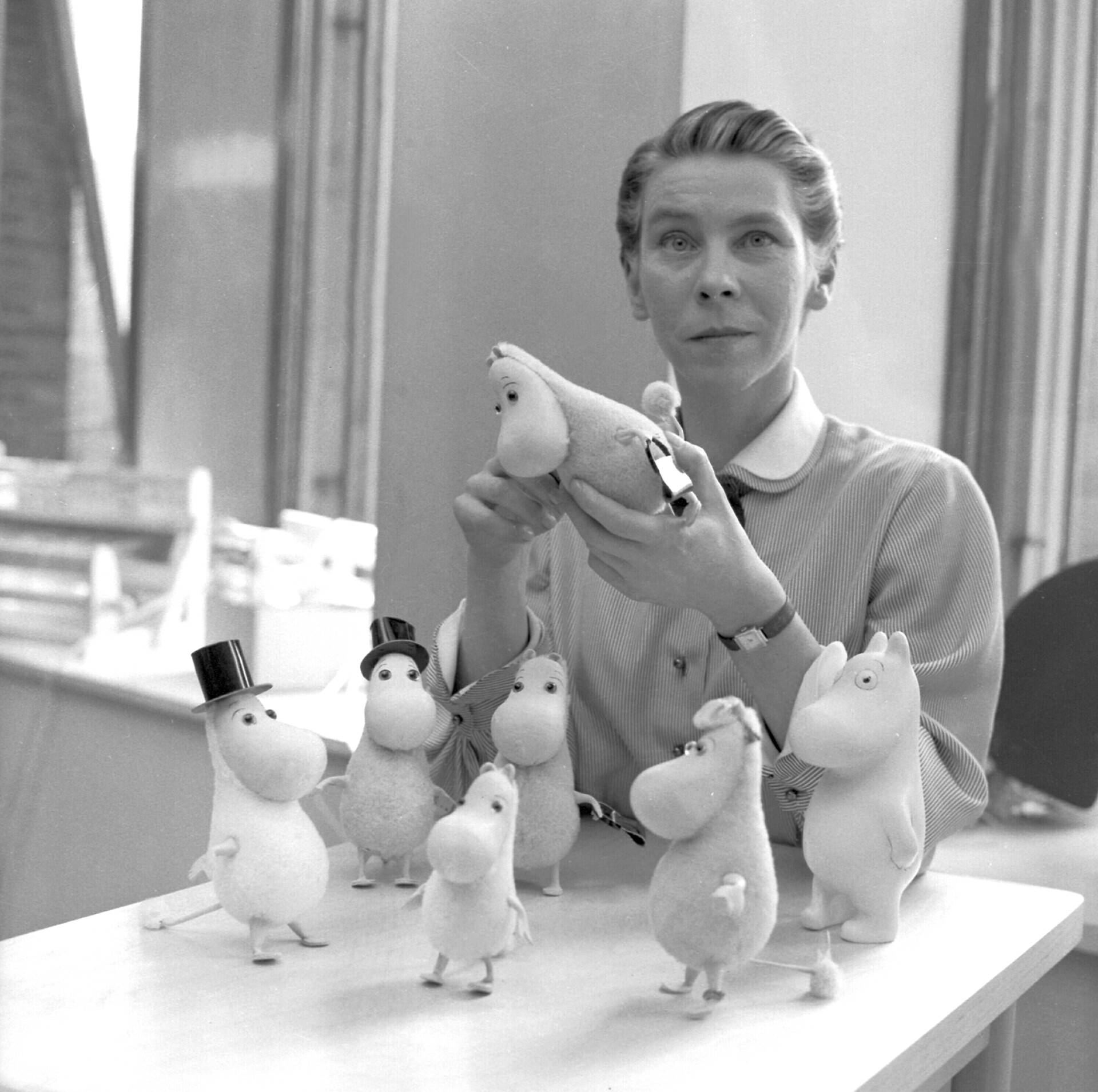
Figurky muminů a jejich autorka Tove Janssonová

Mumini (někdy též mumínci, švédsky Mumintrollen, finsky Muumi) jsou skřítkové z pohádkových knih a komiksů švédsky píšící finské spisovatelky a výtvarnice Tove Janssonové. Mají bílou srst, ocas a velký čenich, kterým maličko připomínají hrochy. V knihách vystupuje především muminí rodina z muminího údolí: malý muminek (Mumintrollet), tatínek (Muminpappan), maminka (Muminmamman) a jejich přátelé Ferko a Ferka, kteří se muminům velmi podobají.
Muminek se poprvé veřejně představil v roce 1940 jako postavička v ilustracích, který Janssonová kreslila pro finský časopis Garm. O pět let později se mumini objevili v knize Cesta za tatínkem, v první knize nadcházející muminí série. Muminek tu se svou maminkou cestuje temným lesem a hledá tatínka, který odcestoval za dobrodružstvím. V této knize se zatím neobjevila většina známých postav a mumini tu ještě nedospěli ke své později zažité podobě – měli protáhlejší nos a postrádali charakteristické oblé tvary. Širší popularitu pak mumini získali po vydání knihy Čarodějův klobouk v roce 1948.

Obálka knihy Čarovná zima s postavou Tiki a muminka a fotografie autorky Tove Janssonové

Kromě knih mumini vystupují mimo jiné též v autorčiných komiksových stripech. Janssonová nejprve vytvořila komiks Mumintrollet och jordens undergång (Muminek a konec světa) pro dětskou sekci finsko-švédského časopisu Ny Tid a poté přijala nabídku novin London Evening News, pro které vytvářela stripy o muminech spíše pro starší čtenáře každý den od roku 1953. Postupně je začalo přetiskovat zhruba čtyřicet novin po celém světě. Na komiksových příbězích autorka časem začala spolupracovat se svým bratrem Larsem, který nakonec jejich tvorbu zcela převzal. Sebrané stripy vyšly také v souborných svazcích, a to i česky, pod názvem Muminek.
Mumini vystoupili i v několika divadelních hrách a později se stali rovněž postavami animovaných televizních seriálů a filmů (například japonsko-finsko-nizozemské série Mumínci z let 1990–1992). Muminům jsou věnovány i zábavní parky ve finském Naantali, v japonském Han'nó či muzeum ve finském Tampere.

## Knihy o muminech
Tove Janssonová muminům a jejich přátelům věnovala osm románů pro děti a jednu knihu povídek (Neviditelné dítě a jiné příběhy), které sama také ilustrovala. Dva romány (Kometa a Tatínek píše paměti ) později vyšly v přepracovaných verzích. V knize Pozdě v listopadu se samotní mumini nevyskytují. Všech devět knih do češtiny přeložil Libor Štukavec.

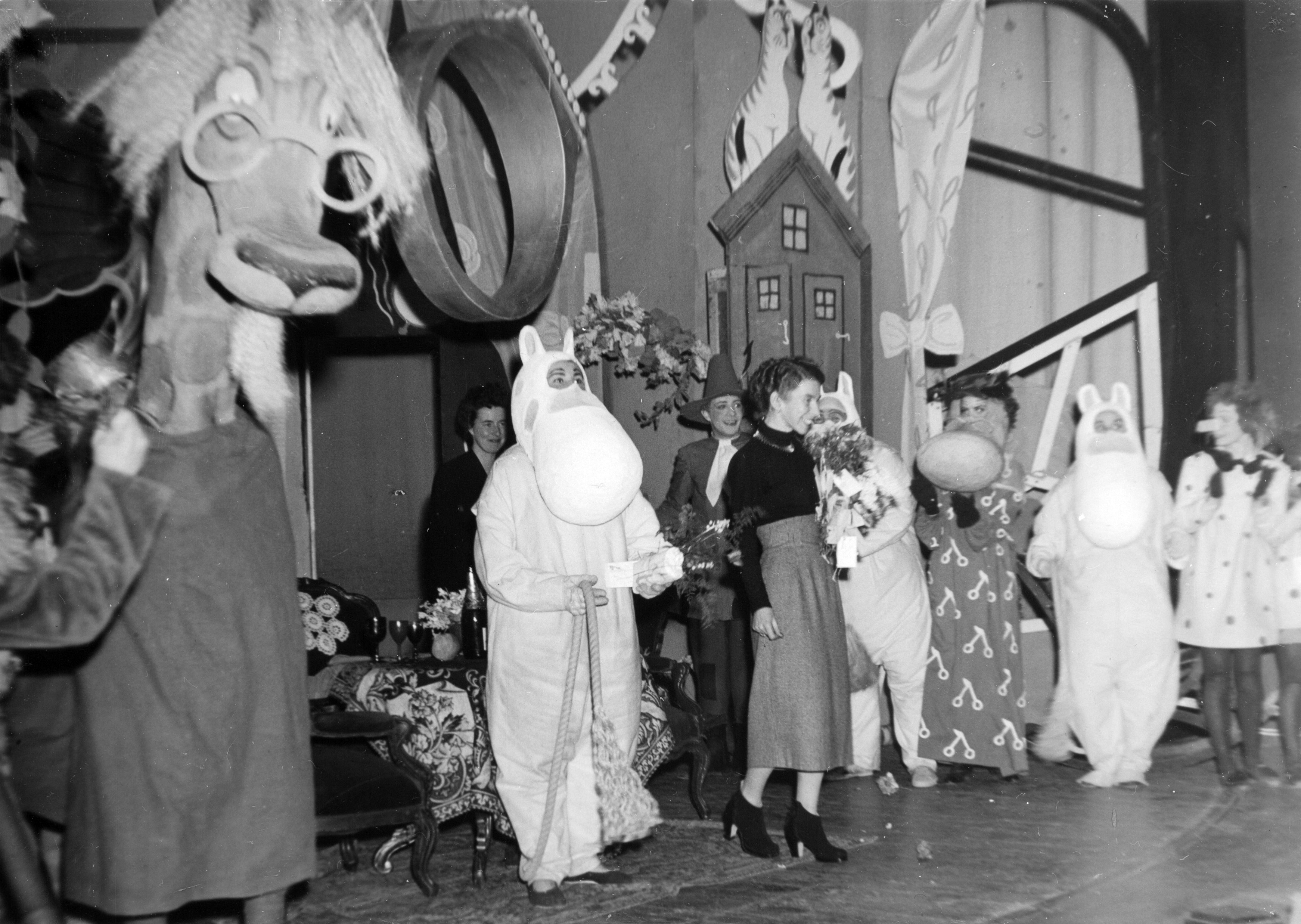
Fotografie z premiéry představení Muminek a kometa v helsinském Svenska Teatern roku 1949

- Cesta za tatínkem (švédsky Småtrollen och den stora översvämningen, 1945), česky vyšlo poprvé 1999
- Kometa (švédsky Kometjakten, 1946, v přepracované verzi švédsky Kometen kommer, 1968), česky vyšlo 1995 (překlad přepracované verze)
- Čarodějův klobouk (švédsky Trollkarlens hatt, 1948), česky vyšlo poprvé 1984
- Tatínek píše paměti (švédsky Muminpappans Bravader Skrivna av Honom Själv, 1950, v přepracované verzi švédsky Muminpappans memoarer, 1968), česky vyšlo poprvé 1985 (překlad přepracované verze)
- Bláznivé léto (švédsky Farlig midsommar, 1954), česky vyšlo poprvé 1994
- Čarovná zima (švédsky Trollvinter, 1957), česky vyšlo poprvé 1977
- Neviditelné dítě a jiné příběhy (švédsky Det osynliga barnet, 1962), sbírka povídek, česky vyšlo poprvé 1997
- Tatínek a moře (švédsky Pappan och havet, 1965), česky vyšlo poprvé 1998
- Pozdě v listopadu (švédsky Sent i november, 1970), česky vyšlo poprvé 1997

Krom toho Janssonová napsala a nakreslila pět obrázkových knih pro menší děti: 
- Jak to bylo dál? Knížka o muminkovi, mimle a malé Mie (švédsky Hur gick det sen?, 1952), česky 2018, překlad Radek Malý a Dagmar Hartlová
- Kdo utěší Drobka? (švédsky Vem ska trösta knyttet?, 1960), česky 2021, překlad Radek Malý a Martin Severýn
- Den farliga resan (Nebezpečná cesta), 1977
- Skurken i Muminhuset (Padouch v muminím domě), 1980
- Visor från Mumindalen (Písně z muminího údolí), 1993

### Postavy

#### Hlavní
- Muminek – ústřední postava většiny příběhů; statečný, neohrožený, dvorný, zapálený a inteligentní.
- Muminkova maminka – dobrosrdečná paní domu, která všem vaří, peče a smaží. Také má zálibu v uklízení.
- Muminkův tatínek – své rané dětství strávil v muminím nalezinci pod přísným dohledem bambulovy tety.
- Čenich (v seriálech Ňuf) – malý obyvatel muminího domu, vypadající trochu jako krysa, který touží po obdivu ostatních.
- Šňupálek – o něco starší než ostatní, muminkův nejlepší přítel, vzhledem podobný člověku. Nosí vždy zelený klobouk a foukací harmoniku.
- Slečna Ferka – podobná muminům, avšak umí, stejně jako její bratr, měnit barvu. Je velmi hezká, hlavně díky své ofině.
- Ferko – Ferčin bratr, vynálezce a inovátor.
- Ondatra – pesimistická, filozoficky založená bytost, která z pohodlí houpací sítě předpovídá konec světa.

#### Ostatní
- Tiki – osoba ženského pohlaví, se kterou se muminek seznámí v zimě.
- Mia (v seriálech Majka) – škodolibá, občas zlá drobná bytost s drdolem, dcera Mimly z knížky Tatínek píše paměti. Šňupálkova sestra.
- Mimla – stará matka Mii, Šňupálka a dalších dětí, z nichž se mnohé jmenují také Mimla (proto může dojít k mýlce, zda v příběhu vystupuje matka, nebo její nejstarší dcera, která hodně pomáhala s péčí o své sourozence).
- Pipla – Šňupálkův otec, který většinu času spí a je bezstarostný. Pokud je však něco zakázáno, lze od něj čekat cokoliv.
- Bedříšek – skvělý vynálezce, Kryšánkův strýc, spolehlivý a budící důvěru.
- Kryšánek – Čenichův otec, sběratel knoflíků, věčně v pohybu.
- Myšilka – Čenichova matka, také sběratelka knoflíků.
- Strašidlo – rádo ostatní děsí hrozivými nápisy a větami, jenže si na něj všichni zvyknou.
- Morana (v seriálech Groka) – hrozivá, velká, temná a tichá bytost, nesoucí zimu – kolem ní vše zmrzne. Pohybuje se velmi pomalu.
- Bambulové – je jich mnoho, často něco sbírají a bývají dost otravní.
- Muminí předek – 300 let starý zarostlý prapraprapraprapraprapradědeček muminího rodu.
- Hatifnati – malá a štíhlá stvoření, putující po moři na lodích. Při bouřkách se nabíjí elektrickým proudem. Jejich nevykonatelným cílem je doplout k obzoru.
- dále se v knihách nachází všelijaká drobotina, fififjonky, pimkové, Strejdánek nebo hlavsy a jiná podivná stvoření.

## V televizi a ve filmu

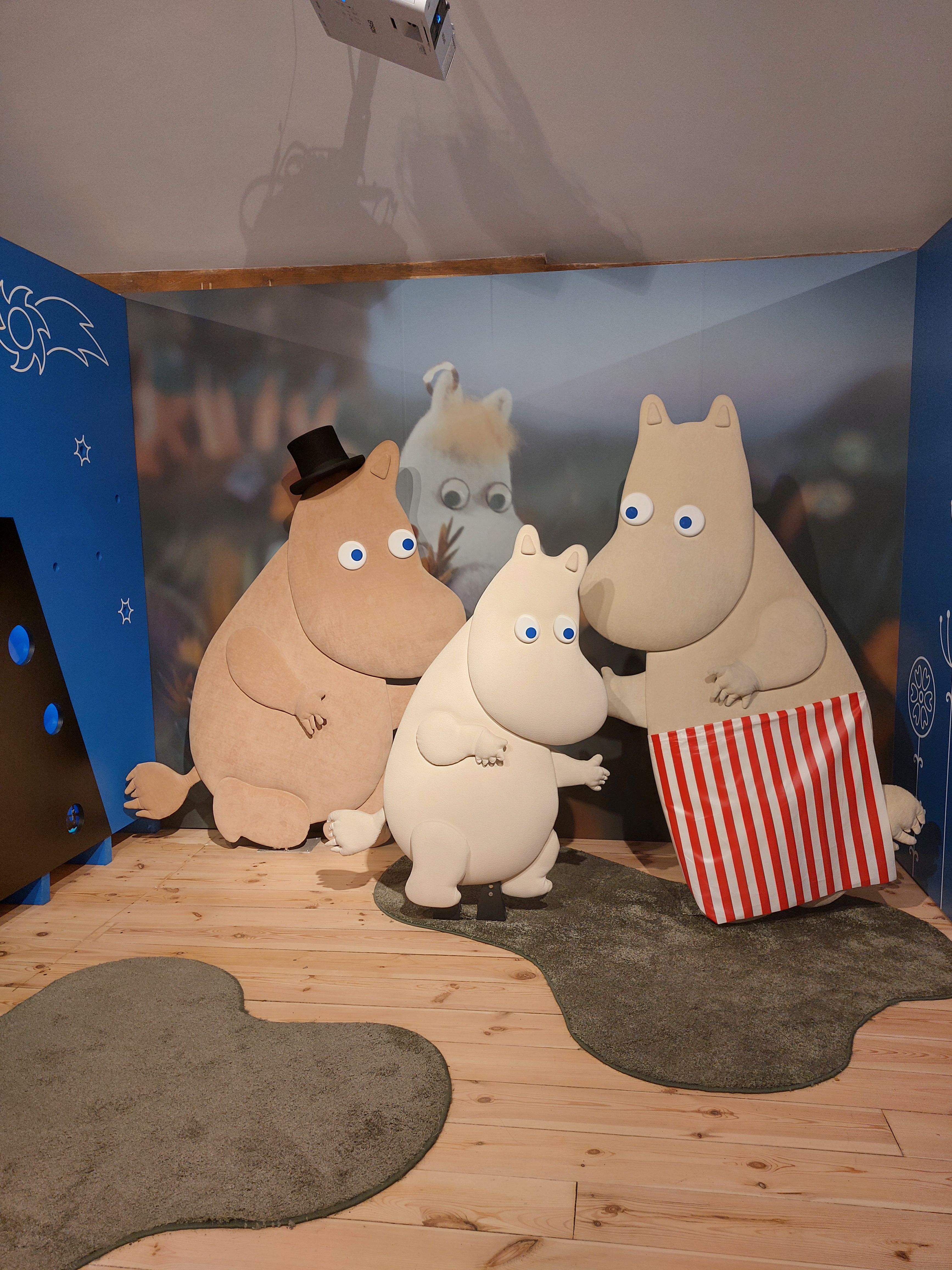
Mumini na výstavě v Muzeu kinematografie v Lodži (2024)

Mumini se objevili v řadě televizních a filmových adaptací, přičemž zvláštní obliby se krom rodného Finska těší především v Japonsku. Českým divákům je patrně nejznámější japonsko-finsko-nizozemský animovaný seriál Mumínci z let 1990–1992 (český dabing zde používá překlad Mumínci)  a finsko-britský animovaný seriál Údolí Muminků z let 2019–2024 (zde český dabing používá překlad Muminci).

### Seznam televizních a filmových adaptací
- Die Muminfamilie (Muminí rodina), západoněmecký loutkový seriál z roku 1959; v roce 1960 na něj navázalo pokračování nazvané Sturm im Mumintal (Bouře v muminím údolí)[14][15]
- Múmin (Muminek), japonský animovaný seriál z let 1969–70[16]
- Mumintrollet (Muminek), švédský hraný seriál z roku 1969[17]
- Šin múmin (Nový muminek), japonský animovaný seriál z roku 1972, pokračování seriálu z roku 1969[18]
- Mumindalen (Muminí údolí), švédský hraný seriál z roku 1973 podle knihy Čarovná zima[19]
- Муми-тролль и комета (Mumin a kometa), sovětský animovaný film z roku 1978, podle knihy Kometa[20]
- Opowiadania Muminków / Die Mumins (Muminí příběhy / Mumini), polsko-rakousko-německý animovaný seriál z let 1977–82.[21] Seriál byl později několikrát přepracován v jiném formátu:
  - Muumi ja vaarallinen juhannus (Mumini a bláznivé léto), finský film z roku 2008, který vznikl sestřihem výše zmíněného seriálu[22]
  - Muumi ja punainen pyrstötähti (Mumini a kometa), finský 3D film z roku 2010, který vznikl sestřihem a převodem výše zmíněného seriálu[23]
  - Vánoce s mumínky (finsky Muumien joulu, polsky Magiczna zima Muminków), finsko-polský film z roku 2017, podle výše zmíněného seriálu[24]
- Vem ska trösta knyttet? (Kdo utěší Drobka?), půlhodinový švédský animovaný film z roku 1980 podle stejnojmenné obrázkové knížky[25]
- Шляпа волшебника (Čarodějův klobouk), trojice sovětských animovaných filmů z let 1980–83[26]
- Mumínci (japonsky Tanošii múmin ikka),  japonsko-finsko-nizozemský animovaný seriál z let 1990–91[7]
  - Mumínci, 2. řada (japonsky anošii múmin ikka: Bóken nikki), japonsko-finsko-nizozemský animovaný seriál z let 1991–92, pokračování výše uvedeného seriálu[27]
  - Mumínci ve filmu: Kometa se blíží (japonsky Tanošii múmin ikka: Muumindani no Suisei), japonsko-finsko-nizozemský animovaný film z roku 1992, dějově předchází seriálu z let 1990–91[28]
- Hur gick det sen? (Jak to bylo dál?), krátký švédský animovaný film z roku 1993 podle stejnojmenné obrázkové knížky[29]
- Փոքրիկ տրոլների կյանքից (Ze života skřítků), krátký arménský animovaný film z roku 2008 podle povídky Příběh o posledním drakovi na světě z knihy Neviditelné dítě a jiné příběhy[30]
- Mumínci na riviéře (finsky Muumit Rivieralla), finsko-francouzský animovaný film z roku 2014 na motivy z komiksových stripů[31]
- Údolí Muminků (finsky Muumilaakso, anglicky Moominvalley), finsko-britský animovaný seriál z let 2019–2024[12]

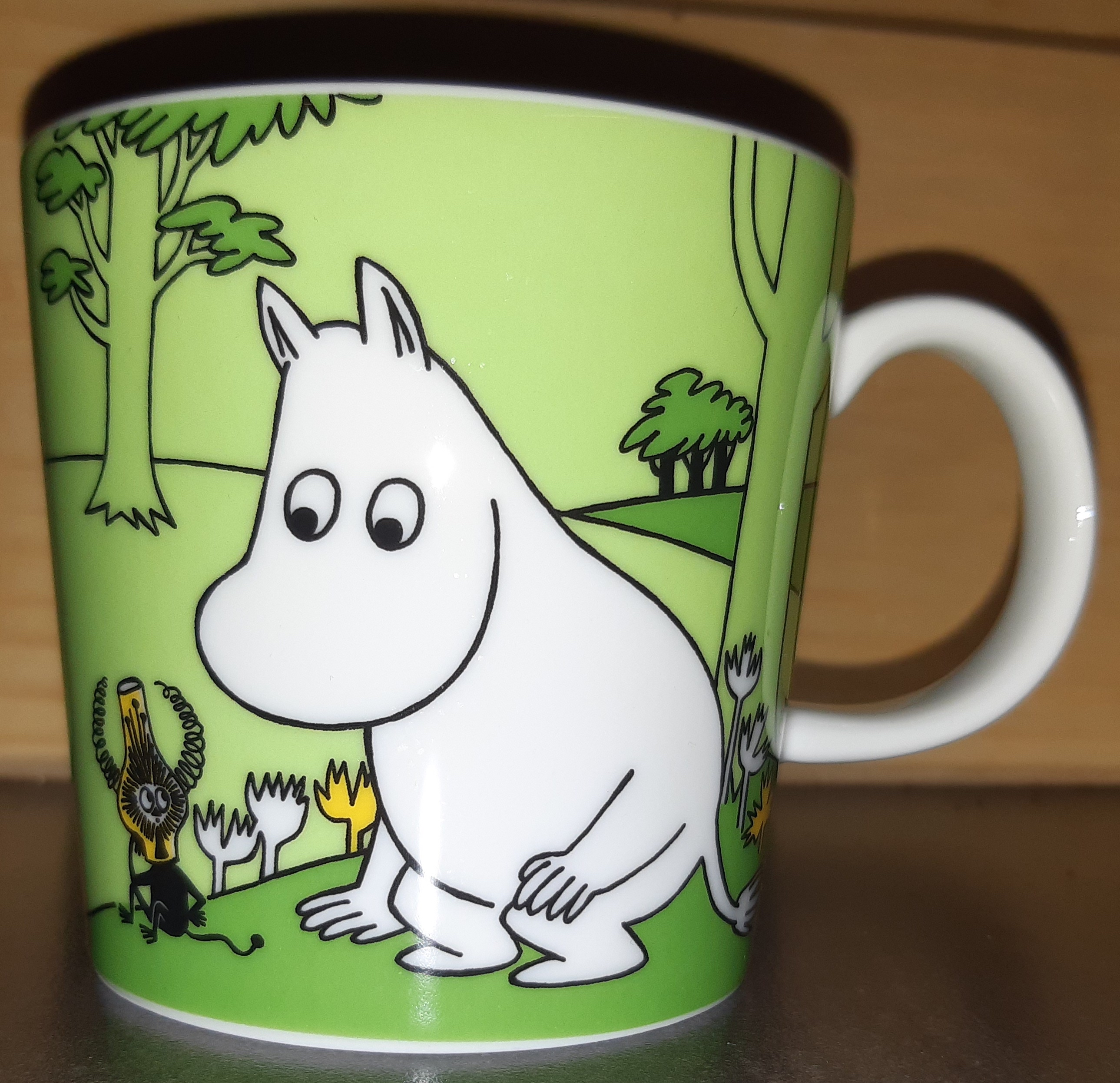
Hrneček s obrázkem muminka.

## Videohry o muminech
Kromě originálních komiksů, knih a animovaných adaptací vyšla s muminy také řada videoher, první z nich v roce 1995 na PC. Následovaly hry na PC a Mac a konzole Game Boy Color, Nintendo DS, později také flashové hry a hry na zařízení s operačními systémy Android a iOS. V březnu 2024 vyšla na PC a Nintendo Switch adventura Snufkin: Melody of Moominvalley se Šňupálkem jako hlavní postavou. Hra je volnou adaptací knihy Bláznivé léto a vyvinulo ji norské studio Hyper Games. Na soundtracku se podílela islandská hudební skupina Sigur Rós.

## Využití postaviček u produktů
Finská společnost Delipap Oy zabývající se výrobou hygienických produktů využívá postavičky muminků u své značky plenek a souvisejících produktů Muumi Baby.